# Lars Israel Wahlman

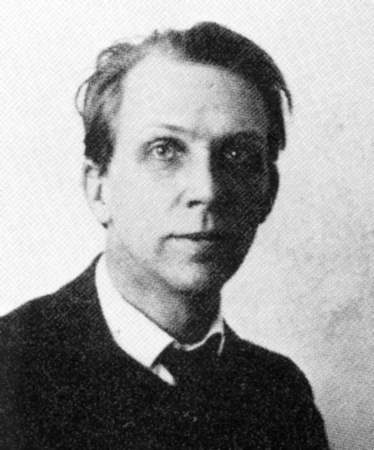
Lars Israël Wahlman

Lars Israël Wahlman (* 17. April 1870 in Hedemora; † 18. September 1952 in Danderyd) war ein schwedischer Architekt. Er gilt als Vertreter des Arts and Crafts Movements und der nordischen Nationalromantik.

## Ausbildung
Lars Israël Wahlman studierte während der Jahre 1889 bis 1893 unter Isak Gustaf Clason an der Königlich Technischen Hochschule in Stockholm und danach praktizierte er in Clasons Büro. 1906 unternahm er verschiedene Studienreisen nach England, Frankreich, Holland und Deutschland. Stark beeinflusst durch das Arts- and Crafts Movement und dem Bestreben, Naturmaterial einzusetzen, entstehen seine ersten Werke.

## Werk und Leben
Als Beispiele für Wahlmans rustikale Gestaltung seiner Bauten seien hier genannt, das Schloss Hjularöd in Skåne (1894–97), ein romantisches, französisch inspiriertes Märchenschloss aus Backstein, das Schloss Tjolöholm bei Kungsbacka (1898–1904), entworfen im Tudorstil, für das eigens Granit aus Schottland für die Fassaden importiert wurde und sein eigenes Heim mit Atelier, Villa Tallom in Danderyd bei Stockholm (1904), ein Holzhaus in nationalromantischem Stil, das mit seinem auskragenden Obergeschoss an die bäuerliche Bauweise Dalarnas erinnert. Er zeigte aber auch Interesse für die Baukunst mit modernen Baustoffen, so engagierte man ihn als ästhetischen Ratgeber bei der Gestaltung der Skurubron in Nacka, eine Bogenbrücke aus Beton und die größte ihrer Zeit in Nordeuropa, eingeweiht 1905.
Als Kirchenbauarchitekt war Wahlman sehr aktiv. Er entwarf unter anderem die Engelbrektskyrkan in Stockholm (1906–14), die Nynäshamns kyrka in Nynäshamn (1919–29), Svenska Margaretakyrkan in Oslo (1922–25), Sandvikens kyrka in Sandviken (1921–31) und die Ansgarkapelle bei Birka auf Björkö (1930). Seine zahlreichen Kirchenprojekte führten auch dazu, dass er sich für die Raumakustik interessierte.
Wahlman war zunächst Lektor und nach 1912 Professor an der Technischen Hochschule in Stockholm, wo er unter anderem in den Fächern Landschaftsarchitektur und der traditionellen Holzbautechnik unterrichtete.

## Bilder

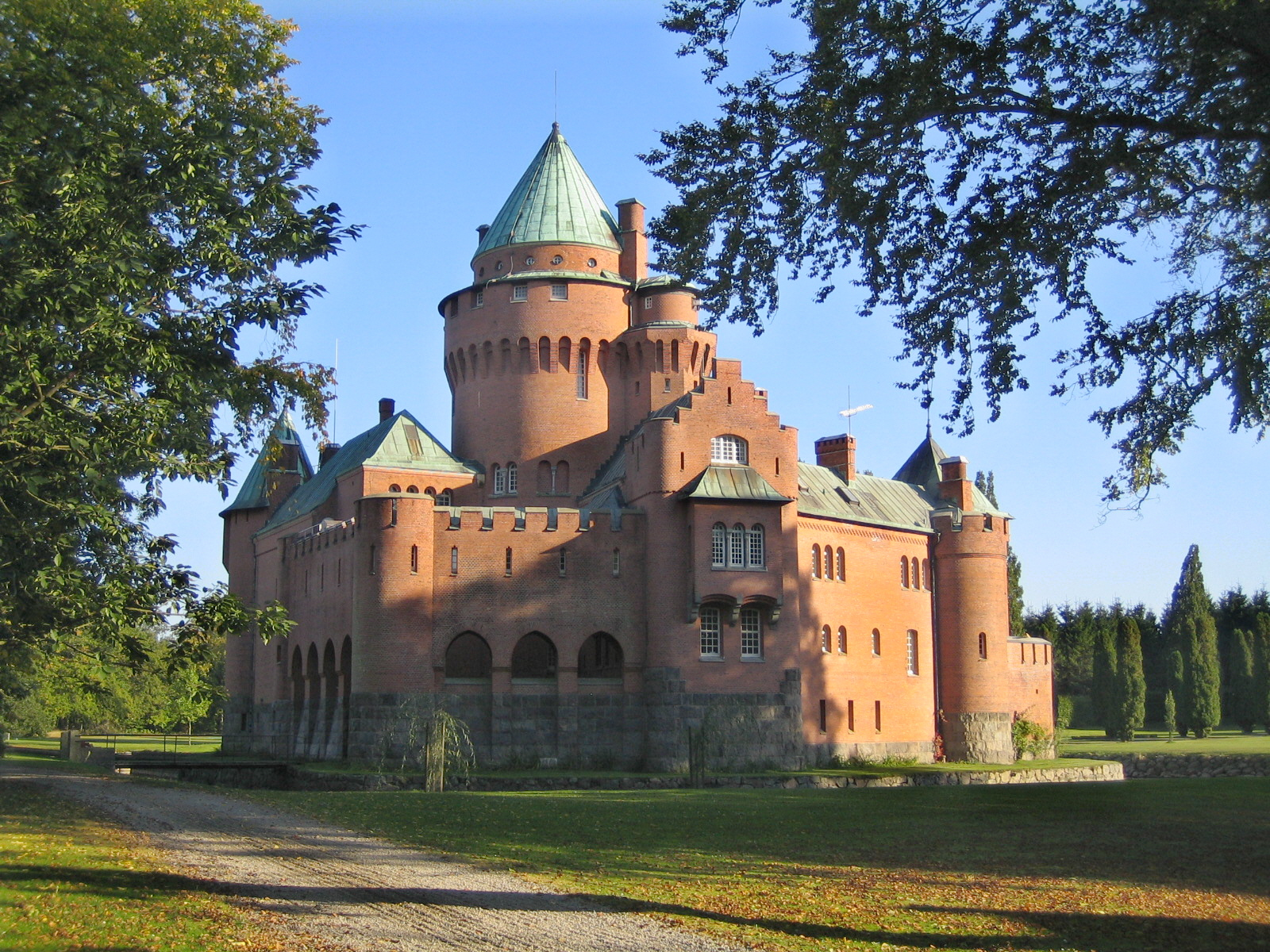
Hjularöds slott
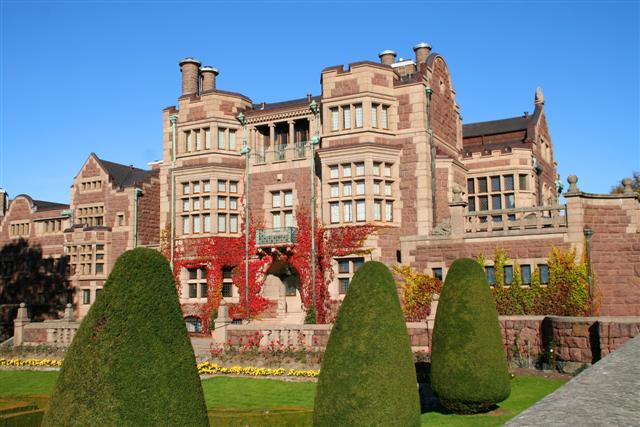
Tjolöholms slott
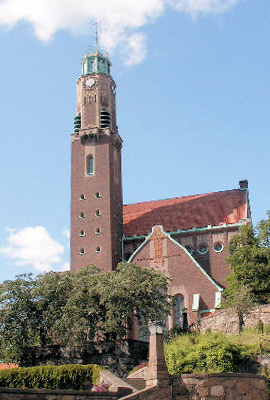
Engelbrektskyrkan
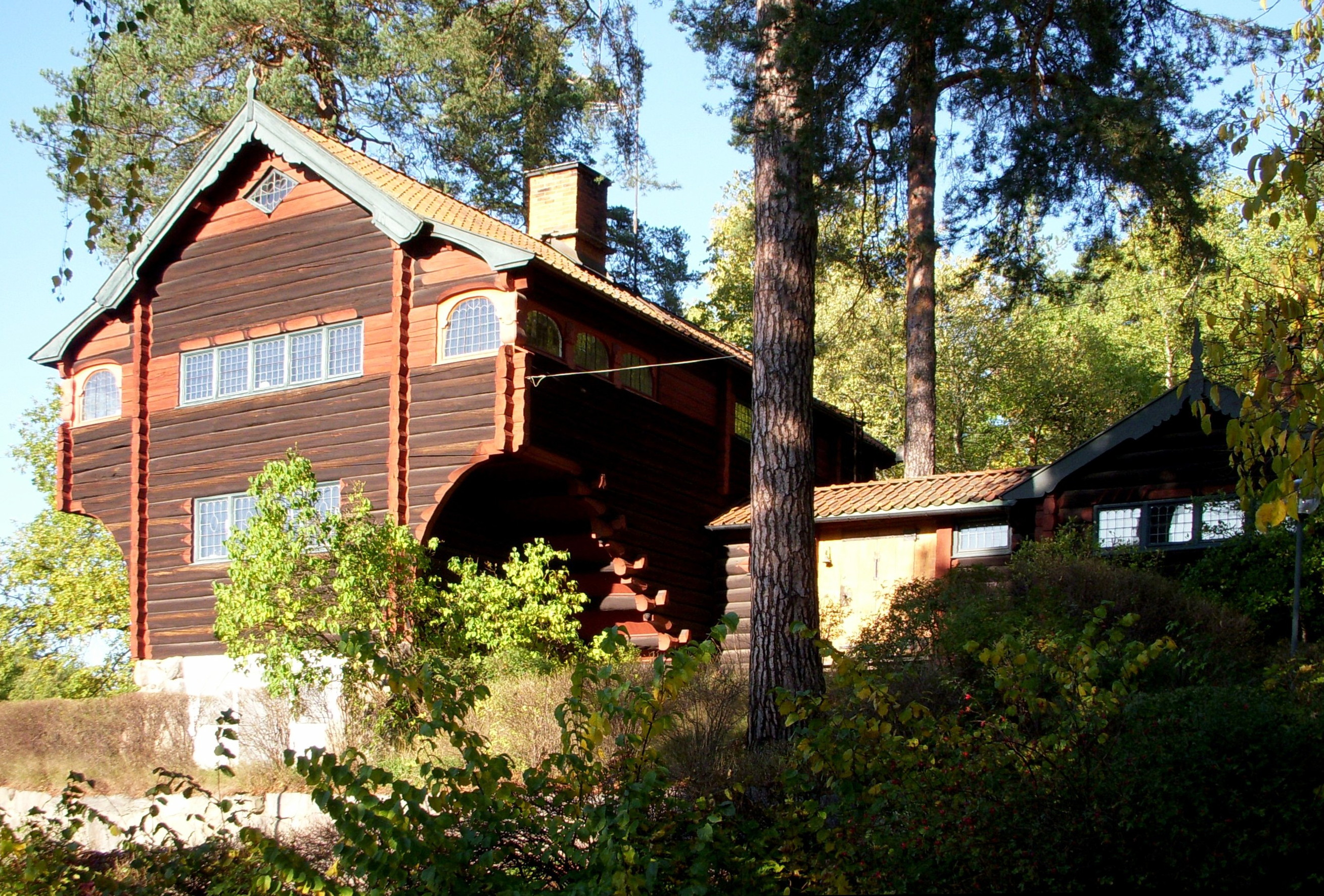
Villa Tallom